# Bahram (Ismailit)
Bahram al-Da'i (arabisch بهرام الداعي, DMG Bahrām ad-Dāʿī ‚Bahram der Missionar‘) oder Bahram von Astarabad (بهرام الاسترابادي, DMG Bahrām al-Astarābādī) († 1128) war der führende Missionar (dāʿī) der Schia der Nizariten (Assassinen) in Syrien im frühen 12. Jahrhundert. Auf dieser Position ist er wohl schon 1113 dem hingerichteten Abu Tahir al-Sa’igh nachgefolgt.
Bahram stammte aus Persien und hatte mit seinem Onkel im Untergrund für die Glaubenslehre (daʿwa) ihrer Schia in Bagdad geworben, also inmitten der Hauptstadt des sunnitischen Kalifats der Abbasiden. Der Onkel ist hier 1101 enttarnt und auf Geheiß des Seldschukensultans Berk-Yaruq hingerichtet wurden; Bahram hatte rechtzeitig nach Syrien fliehen können. 
Wahrscheinlich ist er schon 1113 von dem in Alamut residierenden Führer der Nizariten, Hassan-i Sabbah († 1124), mit der Führerschaft über die syrische Gemeinschaft betraut wurden, die in jenem Jahr durch die Hinrichtung mehrerer ihrer Führer in Aleppo in Bedrängnis geraten ist. Der neue Emir der Stadt Alp Arslan und vor allem dessen Atabeg Sa’id ibn Budai waren als Sunniten erklärte Feinde der Nizariten. Um deren Verfolgung zu entgehen, hat Bahram die Gemeinschaft aus dem Untergrund unter wechselnden Identitäten und Standorten geführt und ihr durch Besetzung befestigter Plätze ein sicheres Refugium zu verschaffen gesucht. Die Einnahme der Burg Schaizar scheiterte allerdings 1114, bei der mehrere hundert Nizariten getötet wurden. 1119 übten sie Vergeltung an Sa’id ibn Budai, den sie mit zwei seiner Söhne am Ufer des Euphrat ermordeten. Diese Tat hat ihre Position in Aleppo endgültig unmöglich gemacht, worauf die Gemeinde nach einem Pogrom der aufgebrachten Bevölkerung die Stadt hatte aufgeben müssen. 1124 ist hier zudem Bahrams leitender Untergebener enttarnt und verhaftet wurden. Im folgenden Jahr sind auch in Diyarbakır mehrere hundert Nizariten bei einem Pogrom ermordet wurden. 
Indes hatten die syrischen Nizariten im Atabeg von Damaskus, Tughtigin, einen neuen Schutzherrn gefunden. Im Kampf gegen die Christen haben sie sein Heer 1126 um mehrere hundert Krieger verstärkt, womit sie erstmals überhaupt in einer kriegerischen Konfrontation mit den „Franken“ der Kreuzfahrerstaaten verwickelt waren. Den von ihnen begangenen Mord am Emir von Mossul, Aq Sunqur al-Bursuqi, den sie am 26. November 1126 auf seinem Gang zum Freitagsgebet am Eingang seiner Moschee niedergestochen haben, haben sie vermutlich im Einvernehmen mit Tughtigin ausgeführt. Als Dank für ihre Waffenhilfe hat der ihnen jedenfalls in Damaskus eine Schutzgarantie erteilt und die Erlaubnis zur Eröffnung eines Missionshauses (dār ad-daʿwa) gegeben. Noch bedeutender war allerdings die Übertragung der befestigten Stadt Banyas an die Nizariten, die damit erstmals offiziell im Besitz einer eigenen Herrschaft anerkannt wurden. Banyas lag unmittelbar an der Grenze zum Königreich Jerusalem, deren Bewachung den Nizariten nun obliegen sollte. Von hier aus beabsichtigte Bahram seiner Schia zu einer Territorialherrschaft zu verhelfen, indem das nördlich benachbarte Wadi-t-Taim (heute im Distrikt Hasbeya, Libanon) okkupiert werden sollte. Dieses Tal wurde aber bereits von häretischen Sekten wie den Drusen gehalten, die ähnlich wie einst die Nizariten durch eine Abspaltung von der Ismaili-Schia hervorgegangen waren. Der Mord am Drusenfürst provozierte 1128 eine militärische Konfrontation im Wadi, in der die Nizariten unterlagen und Bahram getötet wurde. 
Bahrams Kopf und seine abgeschlagenen Hände sind nach Kairo an den Hof des Kalifen al-Amir gesandt wurden, dem verhassten Gegenimam der Mustali-Ismailiten, der bereits im Jahr 1122 den Nizariten die Existenzberechtigung an Abrede gestellt und sie als „Haschischraucher“ (Ḥašīšiyya) denunziert hat.
In der Führung über die syrischen Nizariten ist Ismail al-Adschami († 1130) nachgefolgt.